# Joachim Tenschert
Joachim Tenschert (* 5. Juni 1928; † 20. April 1992 in Berlin) war ein deutscher Fernseh- und Theaterregisseur sowie Chefdramaturg am Berliner Ensemble. Er war außerdem wissenschaftlich-künstlerischer Mitarbeiter des Deutschen Theaters in Berlin und Dozent am Institut für Schauspielregie (gegründet 1974, später der Hochschule für Schauspielkunst „Ernst Busch“ angeschlossen). Lehrbeauftragter am Institut für Schauspiel, Film- und Fernsehberufe. Er ist bekannt für Filme wie Der Regimentskommandeur (1972) und Das Leben des Galileo Galilei (1978).

## Leben
Von 1946 bis 1952 studierte Tenschert Theaterwissenschaft, Germanistik und Philosophie in Jena und an der Humboldt-Universität zu Berlin. Anschließend wurde er auf Vorschlag des Theaterkritikers Herbert Ihering dessen wissenschaftlicher Mitarbeiter in der Akademie der Künste der DDR, Abteilung Theatergeschichte, von 1956 bis 1958 war er Fachassistent der Sektion Darstellende Kunst. Zwischenzeitlich versuchte er als Theaterkritiker Fuß zu fassen, was beim Rundfunk der DDR misslang, jedoch beim Monatsheft Theater der Zeit erfolgreich war. Nach dem Tod des Dramatikers Bertolt Brecht im Jahr 1956 wurde die Arbeit am Berliner Ensemble in Bezug auf episches Theater und Kollektivarbeit im Sinne Brechts von seiner Witwe Helene Weigel fortgeführt, die von der Gründung bis zu ihrem Tod 1971 Intendantin des Berliner Ensembles war. Der dort als Regisseur arbeitende Manfred Wekwerth ärgerte sich 1958 nach der Lektüre einer von Tenschert verfassten Aufführungskritik über sich selbst, da er Tenscherts Analyse für zutreffend befand. Er entschied sich, ihn an seine Seite zu holen. So wechselte Tenschert als Dramaturg ans Berliner Ensemble, wo er zunächst bis 1970 blieb. Im Oktober 1962 wurde er erstmals als Manfred Wekwerths Co-Regisseur eingesetzt. Sie inszenierten gemeinsam Brechts Die Tage der Commune, eine Inszenierung über die sich Tenschert zuvor lobend in Theater der Zeit ausgelassen hatte. 1967 gab es von der Weckwerth/Tenschert-Inszenierung auch eine Fernsehproduktion.
1971 begann Tenschert als freier Regisseur eigene Regiearbeiten im In- und Ausland anzunehmen. Am National Theatre London inszenierte er 1971 mit Manfred Wekwerth Shakespeares Coriolanus mit Anthony Hopkins in der Titelrolle. Die australische Erstaufführung von Brechts Mutter Courage kam 1973 unter seiner Regie mit der Melbourne Theatre Company zustande. Furcht und Elend des Dritten Reiches, ebenfalls ein Brecht-Stück, brachte er 1974 am Svenska Riksteatern Stockholm auf die Bühne. In Leipzig verdiente er sich mit Leben des Galilei Anerkennung, sodass er dies in Graz wiederholte. In Wien kam 1981 die Sophokles-Tragödie Antigone in der von Brecht bearbeiteten Fassung zur Aufführung. Daneben vermittelte er in Workshops und Seminaren im sozialistischen, häufiger noch im „kapitalistischen“ Ausland die Theaterauffassung und Regiemethodik von Bertolt Brecht. Von 1973 bis 1977 war er künstlerischer Mitarbeiter am Deutschen Theater Berlin und Autor beim Fernsehen der DDR. Ab 1975 war er Dozent, ab 1981 Professor am Institut für Schauspiel in Berlin. 1983 wurde ihm dort die Leitung des Lehrstuhls Regie übertragen. Unter der Intendanz von Wekwerth bekleidete er ab 1977 die Stelle als Chefdramaturg und Regisseur am Berliner Ensemble. Nach vielen harmonischen Jahren kam es zwischen den beiden letztlich doch zu Spannungen. Zunächst ging allerdings Wekwerth 1991. Als Tenscherts Vertrag 1992 nicht mehr verlängert werden sollte, trat er aus „politischen und kulturpolitischen“ Gründen zurück.
Er war mit der Fotografin und Autorin Vera Tenschert verheiratet.

## Filmografie
- 1966: Die Tage der Commune (Theateraufzeichnung)
- 1973: Zement (Fernsehfilm, 2 Teile)
- 1989: Großer Frieden (Theateraufzeichnung)

## Auszeichnungen
- 1964: Lessing-Preis der DDR[3]
- 1965: Kunstpreis der DDR[8]
- 1984: Johannes-R.-Becher-Medaille in Gold[9]